# Walter Viáfara
Walter Alejandro Viáfara Leon (15 novembre 1992) è un astista colombiano.

## Biografia
Viáfara inizia a competere a livello nazionale nel 2012, per poi debuttare l'anno seguente in ambito regionale seniores. Nelle competizioni sudamericane a cui ha presto parte, nel 2018 ha vinto la medaglia di bronzo ai Giochi sudamericani in Bolivia a cui ha fatto seguito una medaglia d'oro ai Giochi centramericani e caraibici in Colombia.
Nel 2019, prima di prendere parte ai Giochi panamericani in Perù - dove è finito decimo - Viáfara ha eguagliato il record nazionale di 5,40 metri nel corso di un meeting a Medellín.

## Palmarès
| Anno | Manifestazione             | Sede         | Evento           | Risultato | Prestazione | Note |
| ---- | -------------------------- | ------------ | ---------------- | --------- | ----------- | ---- |
| 2013 | Campionati sudamericani    | Cartagena    | Salto con l'asta | Finale    | nm          |      |
| 2013 | Giochi boliviariani        | Trujillo     | Salto con l'asta | Finale    | nm          |      |
| 2014 | Sudamericani U23           | Montevideo   | Salto con l'asta | Bronzo    | 4,85 m      |      |
| 2014 | Giochi CAC                 | Veracruz     | Salto con l'asta | 4º        | 5,00 m      |      |
| 2017 | Sudamericani               | Asunción     | Salto con l'asta | Argento   | 5,10 m      |      |
| 2017 | Giochi boliviariani        | Santa Marta  | Salto con l'asta | Oro       | 5,25 m      |      |
| 2018 | Giochi sudamericani        | Cochabamba   | Salto con l'asta | Bronzo    | 5,00 m      |      |
| 2018 | Giochi CAC                 | Barranquilla | Salto con l'asta | Oro       | 5,30 m      |      |
| 2018 | Campionati ibero-americani | Trujillo     | Salto con l'asta | Finale    | nm          |      |
| 2019 | Sudamericani               | Lima         | Salto con l'asta | Finale    | nm          |      |
| 2019 | Giochi panamericani        | Lima         | Salto con l'asta | 10º       | 5,16 m      |      |